# Samuel A. Duse
Samuel August Duse (även Sam Duse och pseudonym Sam Sellén), född 2 augusti 1873 i Stockholm, död 9 februari 1933 i Stockholm, var en svensk militär, författare, konstnär och mångsysslare. Han räknas in i den första generationen svenska kriminalförfattare.

## Biografi
Duse var son till kammarjunkaren Carl Patrik Teodard Duse och Anna Matilda Forssberg, samt från 1907 gift med Ellen Amalia Dahlén.
Han avlade studentexamen vid Norra Real 1892, och var verksam som officer vid Norrlands artilleriregemente i Östersund 1895–1917. Han blev löjtnant 1898 och 1917 major vid Svea artilleriregemente. Han medverkade i den Första svenska Antarktisexpeditionen med Antarctic (1901–1903) under Otto Nordenskjöld som kartograf, hydrograf och meteorolog. Duses Bukt på Trinityhalvön, som upptäcktes under denna expedition, namngavs av Nordenskjöld efter honom. 1905 skildrade han detta äventyr i text och bild i  boken Bland pingviner och sälar med egna illustrerade teckningar. I boken beskriver han de strapatser som drabbade denna expedition. 
Sin största framgång hade han med en serie böcker om advokaten Leo Carring, den svenske privatdetektiven som fnös åt tidigare storheter. Deckardebuten Stilettkäppen, den första boken i serien, utkom 1913. Duse författade även ett flertal skådespel.
Hans böcker kom i nytryck vid flera tillfällen. År 1935 gjorde bokförlaget Ardor i Stockholm en storsatsning på Duses böcker och tryckte om hela hans produktion. Fallet Dagmar är den enda av hans kriminalromaner som är baserad på verkliga händelser. 
Han studerade målning för Reinhold Norstedt och skulptur för Gerda Sprinchorn. Som konstnär målade han impressionistiska landskap, teckningar med pingviner och mindre skulpturer. Han var ordförande i föreningen Konstnärsringen 1925–1928.